# 9377 Metz
9377 Metz (1993 PJ7) là một tiểu hành tinh vành đai chính được phát hiện ngày 15 tháng 8 năm 1993 bởi E. W. Elst ở Caussols.